# Friederike Jehn
Friederike Jehn (* 1977 in Fulda) ist eine deutsche Filmregisseurin und Drehbuchautorin.

## Leben und Wirken
Jehn studierte zunächst Theater-, Film- und Fernsehwissenschaften in Köln und absolvierte anschließend von 1999 bis 2005 ein Studium der Filmregie und Drehbuch mit dem Schwerpunkt Szenischer Film an der Filmakademie Baden-Württemberg in Ludwigsburg. Sie schloss ihr Studium mit ihrem Diplomfilm Fliehendes Land 2005 ab. Ihr Debütfilm  Weitertanzen gewann 2008 unter anderem den Eastman Förderpreis für Nachwuchstalente der Hofer Filmtage und den Hauptpreis des Festivals des deutschen Films.
Friederike Jehn lebt in Berlin.

## Filmografie (Auswahl)
- 2004: Fliehendes Land (Regisseurin, Drehbuchautorin)
- 2004: Kurz – Der Film (Omnibusfilm), (Regisseurin, Drehbuchautorin)
- 2006: Nichts weiter als (Omnibusfilm), (Regisseurin, Drehbuchautorin)
- 2008: Weitertanzen (Regisseurin, Drehbuchautorin)
- 2012: Draussen ist Sommer (Regisseurin, Co-Drehbuchautorin)
- 2018: Die Galoschen des Glücks (Regisseurin)
- 2020: Tatort: Du allein (Regisseurin)
- 2022: Tatort: Borowski und die große Wut (Regisseurin)
- 2024: Mordnacht (Regie)

## Auszeichnungen
- 2005: Nominierung für den First Steps Award in der Kategorie Spielfilme bis 60 Minuten für Fliehendes Land.
- 2008: Gewinnerin des Eastman-Förderpreises für Nachwuchstalente bei den Internationalen Hofer Filmtagen für Weitertanzen.
- 2009: Gewinnerin des New Berlin Film Award beim Festival Achtung Berlin in der Kategorie Bester Spielfilm für Weitertanzen.
- 2009: Filmkunstpreis auf dem Festival des deutschen Films für Weitertanzen
- 2013: Filmkunstpreis Schwerin auf dem Filmkunstfest Mecklenburg-Vorpommern für Draussen ist Sommer
- 2022: Filmkunstpreis für „Beste Regie“ beim Festival des deutschen Films Ludwigshafen für Tatort: Borowski und die große Wut[3]